# Região Econômica do Norte do Cáucaso
A Região Econômica do Norte do Cáucaso (russo: Се́веро-Кавка́зский экономи́ческий райо́н, tr.: Severo-Kavkazski ekonomicheski raion) é uma das doze Regiões Econômicas da Rússia.

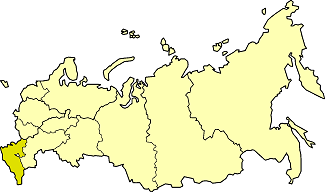
A Rússia e a Região Econômica do Norte do Cáucaso.

Nesta área, que se espraia pela parte norte da principal cadeia das montanhas do Cáucaso até as planícies do Sul da Rússia, se encontram ricos depósitos de petróleo, gás natural e carvão. As maiores cidades são Rostov do Don, Krasnodar, Grozny, Vladikavkaz, Maykop, Cherkessk, Nalchik, Magas e Novorossiysk. Sochi é um popular centro turístico. A maquinaria agrícola, o petróleo, o gás natural e o carvão são os principais produtos da Região. Na bacia do rio Kuban, uma área fértil de terra negra, é um dos "graneleiros" da Rússia. Crescem o trigo, a beterraba açucareira, o tabaco, o arroz e os girassóis, e se cria gado. Outros rios incluem o rio Don, o rio Kuma e o rio Terek, além do canal Volga-Don, que é a principal rota de transporte aquaviário.
Tem uma superfície de 355.100 km², com uma população aproximada de 17.758.000 habitantes (uma densidade de 50 hab/km²), dos quais 56% é população urbana.

## Composição
1. República da Adiguéia
2. República da Cabárdia-Balcária
3. República da Carachai-Circássia
4. República da Ossétia do Norte-Alânia
5. República da Inguchétia
6. República da Chechênia
7. República do Daguestão
8. Krai de Krasnodar
9. Krai de Stavropol
10. Oblast de Rostov

## Indicadores socioeconômicos
Esta Região inclui a parte mais tensa da Federação Russa, a República da Chechênia, além de outras áreas onde as tensões étnicas são também altas. A capacidade econômica da Região está muito abaixo da média da Federação Russa. O PIB per capita não chega à metade da média da Federação, e a produtividade e o nível salarial são também baixos. A proporção da população trabalhando no setor agrícola é a maior da Federação.
A expectativa de vida está na média nacional. Porém outros indicadores são claros sinais de problemas, já que a alta taxa de emigração da população reflete claramente o desemprego e a necessidade da população buscar ocupação em outras partes do país.